# Klaudia Tanner
Klaudia Tanner   (Scheibbs, 2 de maig de 1970) (nascuda Wallner) és una política austríaca del Partit Popular (ÖVP) que ha exercit el càrrec de ministra de Defensa en el Govern del Canceller Sebastian Kurz des de gener de 2020. De 2011 a 2020 va treballar com a directora general de l'associació política d'agricultors d'Àustria.

## Biografia
Tanner va néixer en la petita ciutat de Scheibbs a la Baixa Àustria. Al principi de la seva carrera, va treballar en el gabinet del ministre de l'Interior Ernst Strasser de 2001 a 2003 i en l'empresa de TU Kapsch BusinessCom, filial de Kapsch de 2003 a 2010.
Ja en les negociacions per un govern de coalició sota el canceller Sebastian Kurz després de les eleccions de 2017, Tanner va ser considerada com a possible ministre del gabinet.
Després de les eleccions de 2019, Tanner va ser nomenada ministra de Defensa per Kurz el gener de 2020, la qual cosa la va convertir en la primera dona a ocupar el càrrec.
Sota el lideratge de Tanner, Àustria va mobilitzar als seus reservistes militars per primera vegada des de la Segona Guerra Mundial, demanant-los que lluitessin contra la pandèmia COvid-19 ajudant amb subministraments d'aliments, suport a metge i operacions policials. El seu ministeri també va encarregar 18 helicòpters Leonardo AW1xM en un acord amb Itàlia el setembre de 2020, reemplaçant la seva flota d'helicòpters Aérospacale Alouette III de 50 anys.
Tanner viu a Gresten, està casada i té una filla.